# Charles James Fox
 Der er for få eller ingen kildehenvisninger i denne artikel, hvilket er et problem. Du kan hjælpe ved at angive troværdige kilder til de påstande, som fremføres i artiklen.

Charles James Fox (født 24. januar 1749, død 13. september 1806) var medlem af Whig-partiet og en fremtrædende britisk politiker. Han gjorde sig bemærket ved sin modstand mod slaveriet og sin støtte til amerikansk uafhængighed. Han havde flere vigtige ministerstillinger i den britiske regering og var Storbritanniens første udenrigsminister.